# シダレヤナギ
シダレヤナギ（枝垂柳、学名: Salix babylonica var. babylonica）は、ヤナギ科ヤナギ属の落葉高木である。

## 名称
別名、イトヤナギ（糸柳）、オオシダレヤナギ、オオシダレともよばれる。また、枝が地面についても伸びるので、ジスリヤナギの別名がある。英語名は、ウィーピング・ウィロウ（Weeping Willow）であるが、バビロニアン・ウィロウ（Babylonian Willow）、あるいはバビロン・ウィロウ（Babylon Willow）でも意味は通じる。シダレヤナギの中国名は「垂柳」といい、ヤナギの中でも枝が垂れるヤナギを「柳」、枝が垂れないヤナギを「楊」としている。
学名の種小名 babylonica（バビロニカ）は「バビロンの」の意味であるが、原産は中国である。バビロンにあったという説は植物学者のほとんどは否定しており、中国産のものがバビロン付近に移されて、その標本に基づいてカール・フォン・リンネが命名したと考えられている。また、旧約聖書（詩編137、バビロン捕囚）に書かれているバビロンのヤナギを、間違ってシダレヤナギに充てたという説もある。なおコトカケヤナギの名も同逸話からとられたもの。

## 特徴
原産地は中国。中国中南部に自然分布するとされ、揚子江流域に多く見られるが、古くから各地で植栽されているため詳しい原産地については特定できない。湿地に繁茂する。
日本へは相当古く、奈良時代に渡来していたといわれる。現在では主に北海道から九州まで、各地で街路樹として親しまれている。
落葉広葉樹の高木で、樹高は8 - 18メートル (m) 、幹径は10 - 70センチメートル (cm) になる。幹の樹皮は灰褐色で、縦に亀裂がはいる。枝は、太い枝は上に伸びるが、先端の枝が細長く、垂れ下がる。このような樹形が可能となっているのは、シダレヤナギが池沼の脇に生育していて、多くの光を天空からだけではなく下方からも受けているからである。一年枝は細く、緑褐色で無毛であるが、冬芽とともに毛が残ることがある。枝の長さはさまざまあり、品種によっては地上に達するものもある。
葉は互生し、披針形で鋸歯がある。暖地では冬でも色付いた葉が残ることがある。
花期は3 - 5月。雌雄異株。暗黄緑色で、葉が展開するのに先だって尾のような花序（尾状花序）をつける。種子は、白い毛（柳絮）がある。日本のものはほとんどが雄株のため、結実しない。
冬芽は互生し、卵形で淡褐色。枝先に仮頂芽をつける。芽鱗は1枚で冬芽に帽子状にかぶる。葉痕はV字形で、維管束痕が3個ある。
他のヤナギのなかまと同様に、栽培が容易で挿し木で増やすことができる。典型的な陽樹で、日当たりが悪くなると枯死してしまう。生長は早く、水辺を好む性質であるが、乾燥にもよく耐える。
- シダレヤナギの花
- 大きく育ったシダレヤナギ（帯広市真鍋庭園）

## 利用
世界中で都市部の街路樹、公園樹、水辺や水路沿いに植えられる。また花材、細工物に使われる。日本の街路樹に使われた有名な例としては、銀座や京都府庁前にあるシダレヤナギの並木がよく知られており、京都の名刹南禅寺門前の並木は歴史的にも古く、応永二年（1395年）の植栽といわれている。

## 文化的側面

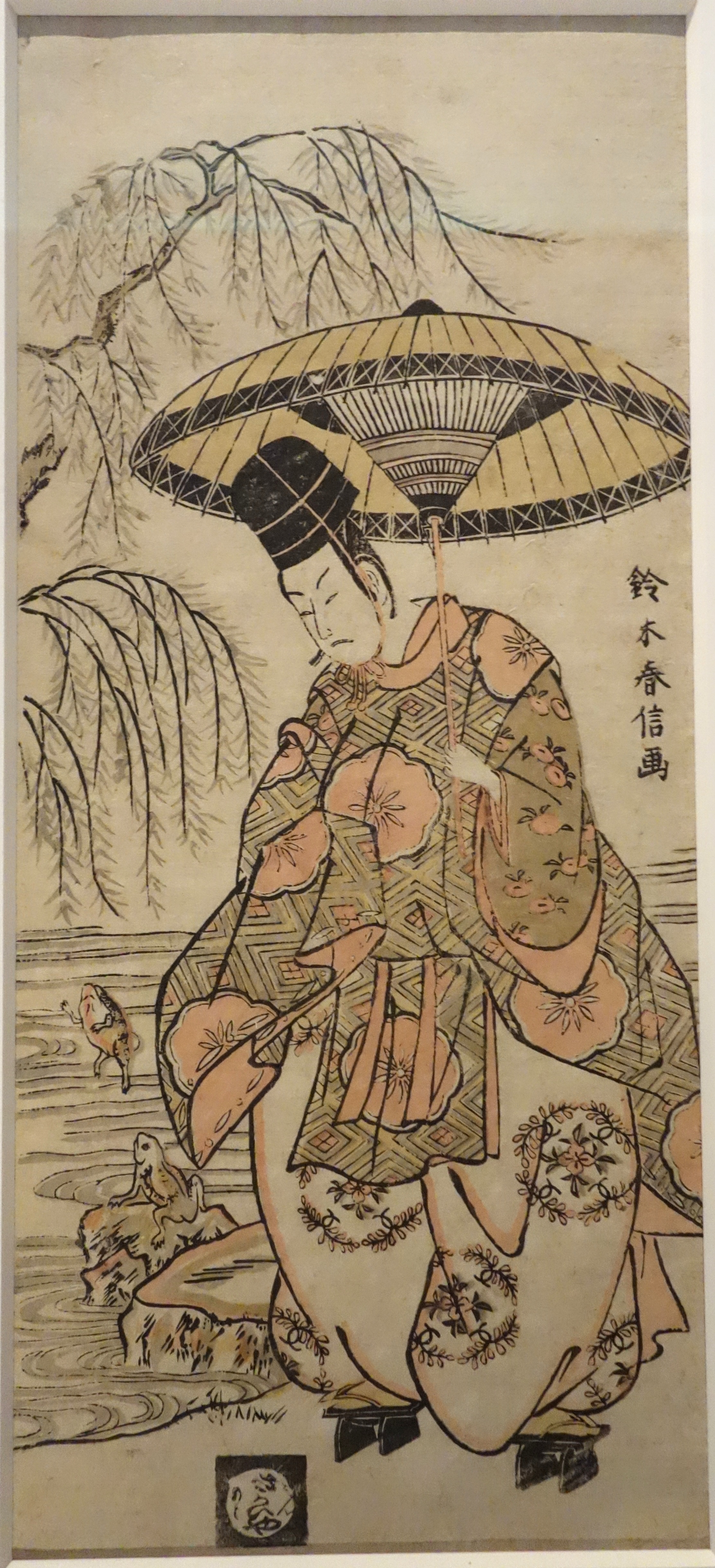
小野道風（鈴木春信画）

枝が垂れ下がることから、古来、神霊が降り立つ木とされた。また挿し木でもよく根付き、生長が早いので生命力の象徴とされ、旅人の門出に枝を送る風習があった。
長く垂れる枝が優美であるので、万葉の時代から都市の街路樹、庭園樹としてよく用いられ、ヤナギが愛でられたことから和歌にもよく詠まれてきた。『万葉集』の中にはヤナギが出てくる歌が30首あり、そのなかにはシダレヤナギとわかるものがいくつかあり、街路樹や庭園樹に使われていたことがうかがえる。単にヤナギというとシダレヤナギを指すことが多く、ヤナギのなかまで最もポピュラーで親しまれているものの一つで、慣用句にもしばしば使われている。
- 柳の枝に雪折れなし
- 柳の下にいつも泥鰌はおらぬ
- 柳にお化け

平安時代の貴族小野道風の有名な逸話で、絵画や花札のモチーフにもされている「蛙が飛びつこうとしている柳」もシダレヤナギとされる。
都会の水辺、水路沿いや井戸などに植えられたため、井戸に出る幽霊にはシダレヤナギがつきものである。柳の木の下には幽霊が出るという迷信は、おそらく、夜間に風で揺れ動く柳の枝を誤認したところから来ていると思われる。陰陽道的には、柳は枝がよく動く＝「陽」の性質を強く持つ存在であるから、それを相殺するために、「陰」の存在である幽霊が出ると解釈される。しばしばこれと対照的に「桜が陰であるため、その下で陽気に花見をする」という解釈を引き合いに出して説明される。
枝が優美に垂れ下がる様子から、地方によってはマユダマヤナギと呼んで枝に繭玉を飾るのに使われ、そのために栽培するところもある。
シダレヤナギの花言葉は、「不老長寿」「向上心」とされている。